# Crysis
Crysis è un videogioco sparatutto in prima persona sviluppato da Crytek e pubblicato da Electronic Arts per Microsoft Windows nel novembre 2007. È il primo gioco della serie Crysis. Un'espansione autonoma intitolata Crysis Warhead è uscita nel 2008, a seguito di eventi simili a Crysis ma da una diversa prospettiva narrativa. Al momento dell'uscita, e anni dopo, è stato elogiato per la progettazione grafica (commisurata agli elevati requisiti hardware).
Il gioco è ambientato in un futuro in cui un'enorme e antica struttura costruita da alieni è stata scoperta sepolta all'interno di una montagna nelle immaginarie isole Lingshan, vicino alla costa delle Filippine orientali. La campagna per giocatore singolo vede il giocatore assumere il ruolo del soldato della Delta Force dell'esercito americano Jake Dunn, indicato nel gioco dal suo nominativo, Nomad. Nomad è armato con varie armi ed equipaggiamenti futuristici, in particolare una "Nanosuit" che è stata ispirata dal concetto militare reale di Future Force Warrior. In Crysis, il giocatore combatte sia la Corea del Nord che gli extraterrestri nemici in vari ambienti su e intorno all'isola.
Una remaster del gioco chiamata Crysis Remastered è stata pubblicata il 18 settembre 2020 per Microsoft Windows, PlayStation 4, Xbox One e Nintendo Switch, la quale offre una grafica rimasterizzata e ottimizzata per hardware di nuova generazione con la presenza del ray tracing.

## Trama
Il gioco inizia il 7 agosto 2020 quando le forze nordcoreane guidate dal generale Ri-Chan Kyong prendono il controllo delle isole Lingshan. Un team di archeologi civili americani, guidato dal dottor Rosenthal, invia una richiesta di soccorso indicando di aver scoperto qualcosa che potrebbe cambiare il mondo. Una settimana dopo, il Raptor Team della Delta Force viene inviato sulle isole, con la missione principale di evacuarle e mettere al sicuro tutte le informazioni preziose in loro possesso. Il team è composto da Nomad, Psycho, Aztec, Jester e il team leader Prophet (tutti con nomi in codice); sono dotati di Nanotute tecnologicamente avanzate, che aiutano a proteggerli da spari ed esplosioni, oltre a conferire loro forza e abilità sovrumane. Mentre eseguono un salto ad alta quota su una delle isole, un'entità volante sconosciuta interrompe il salto schiantandosi contro Nomad e la squadra viene separata. L'incidente disattiva la nanotuta di Nomad e distrugge il suo paracadute, ma viene salvato perché atterra sull'acqua e la sua tuta assorbe l'impatto dell'atterraggio. Dopo essere arrivato a riva, Prophet è in grado di ripristinare la tuta di Nomad da remoto, ripristinandone la normale funzione.
Mentre il Raptor Team si riorganizza dopo il salto, Aztec viene ucciso da un'entità sconosciuta. Quando la squadra lo trova, scoprono che qualunque cosa lo abbia ucciso ha anche ucciso e smembrato una squadra vicina di soldati dell'KPA. I restanti membri del Raptor Team procedono con la missione. Lungo la strada scoprono la barca degli ostaggi congelata su una collina vicino alla costa dell'isola. Hanno anche la prima occhiata agli alieni che hanno attaccato la loro squadra quando una macchina aliena volante si avvicina di soppiatto a loro e rapisce Jester, uccidendolo poco dopo. Il primo ostaggio che la squadra salva risulta essere un agente della CIA che è stato inviato per monitorare il lavoro del dottor Rosenthal. Nella giungla, Nomad trova un altro ostaggio di nome Badowski morto per via di varie schegge di ghiaccio sulla schiena, nel mentre l'KPA combatte una macchina aliena nelle vicinanze. Dopo che Nomad si riunisce con Prophet, quest'ultimo viene improvvisamente catturato da un'altra macchina volante, che vola via con lui nelle sue mani. Poco dopo, Nomad viene contattato via radio dal maggiore Clarence Strickland dell'esercito americano chiedendogli se desidera interrompere la missione poiché la maggior parte della sua squadra è stata uccisa o scomparsa; Nomad rifiuta, dicendo che può ancora completare la missione.
Nomad si dirige verso il complesso di ricerca del dottor Rosenthal, dove ha trovato un raro manufatto fossilizzato che precede l'umanità di due milioni di anni. Il manufatto parzialmente scavato assomiglia a una delle macchine volanti (denominate "tute esotiche") che ha attaccato la squadra. Rosenthal fa riferimento anche ad altre scoperte di manufatti simili in Afghanistan e Siberia, suggerendo che gli alieni hanno una presenza globale e non sono solo confinati sull'isola. Mentre Rosenthal esegue una scansione sul manufatto, emette un potente impulso di energia che lo congela. La nanotuta di Nomad è in grado di mantenere la sua temperatura interna, salvandogli la vita. Nomad poi incontra un VTOL, dopo aver eliminato una squadra delle forze speciali KPA di quattro uomini equipaggiata con Nanosuit vicino al sito di atterraggio. Ne informa i suoi superiori, perché l'esercito americano sperava di impedire ai coreani di acquisire la tecnologia Nanosuit.
L'esercito americano inizia quindi un'invasione su vasta scala dell'isola, guidata dal maggiore Strickland. Mentre le forze statunitensi continuano verso il sito di scavo principale, la montagna centrale dell'isola inizia a sfaldarsi, rivelando un'enorme struttura aliena all'interno, che ha quasi le dimensioni della montagna stessa. Nomad entra nel sito di scavo alla base della montagna, ma viene catturato dagli uomini di Kyong. Kyong disattiva la nanotuta di Nomad e Nomad osserva, impotente, mentre Kyong spara a uno degli ostaggi alla testa e poi fa esplodere cariche esplosive per aprire la struttura. Un impulso di energia emana dalla struttura e uccide gli uomini di Kyong; l'impulso riattiva anche la nanotuta di Nomad. Kyong, che indossa anche una Nanotuta, attacca Nomad, ma Nomad riesce ad ucciderlo. Mentre la montagna continua a crollare, un VTOL evacua l'ultimo ostaggio, il dottor Rosenthal.
Nomad rimane intrappolato e decide di continuare nella struttura aliena. Presto si trasforma in un ambiente a gravità zero. Nomad usa i suoi idro-propulsori per manovrare e incontra alieni ostili e intelligenti. Vede anche una possibile forza di invasione composta da molte macchine aliene. Nomad riesce a scappare, ma la struttura crea un'enorme sfera di energia che congela tutto all'interno della sua struttura a -200 °F (-129 °C). Una volta fuori, Nomad viene attaccato da varie macchine aliene prima di trovare Prophet. Prophet è stato in grado di progettare un'arma utilizzando la tecnologia degli alieni, l'acceleratore molecolare (MOAC). La nanotuta di Prophet non funziona correttamente, richiedendogli di fermarsi e ricaricarsi frequentemente utilizzando fonti di calore, come i relitti in fiamme dei veicoli militari. I due lasciano la sfera di ghiaccio e salvano Helena, il cui VTOL si è schiantato. Prophet parte con Helena su un altro VTOL. Al punto di evacuazione degli Stati Uniti, uno degli ultimi VTOL salva Nomad da un quadrupede inarrestabiletuta aliena. Proprio mentre l'esosuit sta per distruggere il VTOL, il maggiore Strickland attira la sua attenzione sparando contro di esso usando una mitragliatrice montata e l'esosuit uccide invece Strickland. Mentre lasciano l'isola, il pilota viene ucciso e i motori vengono danneggiati. Nomad riporta il VTOL paralizzato al Carrier Strike Group della USS Constitution (CVN-80) mentre combatte gli alieni lungo la strada.
Una volta lì, si incontra di nuovo con Psycho e viene quindi interrogato dall'ammiraglio Richard Morrison che spiega che è stato ordinato un attacco nucleare contro la sfera di ghiaccio. Helena lo avverte che gli alieni potrebbero assorbire l'energia, ma l'ammiraglio la ignora. Prophet fa volare un VTOL sull'isola contro gli ordini. Nonostante la partenza di Prophet, il missile nucleare viene lanciato sulla sfera di ghiaccio. L'esplosione fa espandere la sfera di ghiaccio e provoca un massiccio contrattacco alieno.
Nomad riceve l'ordine di riparare uno dei reattori nucleari danneggiati del vettore. La Nanosuit è resistente a livelli elevati di radiazioni, sebbene l'esposizione prolungata si riveli mortale. Mentre Nomad è nella stanza del reattore, Helena invia un segnale sperimentale attraverso la tuta di Nomad che fa sì che diverse macchine aliene assorbano troppa potenza e si sovraccarichino, distruggendole. Quando Nomad ritorna al ponte di volo della portaerei, l'ammiraglio Morrison viene ucciso e Nomad prende il prototipo del cannone TAC. Sul ponte di volo, Nomad combatte una tuta aliena simile a quella che ha ucciso Strickland. Un'enorme nave da guerra aliena emerge quindi dal mare ed Helena riesce a disattivare i suoi scudi inviando un segnale attraverso la Nanotuta di Nomad. Nomad usa quindi il cannone TAC per distruggere la nave da guerra aliena, che si schianta sulla portaerei e inizia ad affondarla. Nomad corre attraverso il ponte di volo e salta giù dalla portaerei nel VTOL in attesa, pilotato da Psycho. Mentre volano via, Helena viene quasi tirata fuori dall'aereo dal campo di energia creato dalla nave da guerra aliena distrutta. La nave trascina la  Constitution sotto la superficie e si vaporizza, creando un enorme vortice che inghiotte e distrugge l'intera flotta di portaerei. Psycho riceve quindi una trasmissione che c'è un altro gruppo d'attacco di portaerei in rotta verso l'isola e suggerisce di incontrarli. Nomad protesta, sostenendo che poiché ora sanno come sconfiggere gli alieni, devono continuare a combattere. Viene quindi ricevuta una trasmissione da Prophet, che si trova all'interno del campo energetico dell'isola. Il VTOL viene quindi visto girarsi e tornare sull'isola.

## Modalità di gioco
Come per il precedente gioco di Crytek, Far Cry, Crysis è uno sparatutto in prima persona con molti modi per raggiungere gli obiettivi. Il giocatore controlla un soldato delle forze speciali con nome in codice Nomad. Le armi del giocatore possono essere personalizzate senza interrompere il flusso del tempo, ad esempio cambiando modalità di sparo, cambiando mirino o aggiungendo soppressori del suono.
Il giocatore è anche in grado di selezionare varie modalità nella "Nanosuit" militare di Nomad che traggono energia della tuta. Quando l'energia della tuta è esaurita, non è possibile utilizzare alcuna modalità e il giocatore è più vulnerabile ai danni prima che la tuta si ricarichi. È possibile selezionare una delle quattro modalità: Armor (devia i danni e ricarica l'energia della tuta più velocemente); la forza consente un combattimento corpo a corpo più intenso, la capacità di lanciare oggetti e nemici con forza letale, salti più alti, mira più stabile e rinculo ridotto dell'arma; la velocità aumenta la velocità di corsa e nuoto, così come altre forme di movimento come la ricarica delle armi; e Cloak, che rende Nomad quasi completamente invisibile e sopprime il rumore di movimento.
La maschera integrale della tuta ha il suo HUD, che mostra dati tipici tra cui una mappa tattica, salute, livelli di energia attuali e informazioni sulle armi. La vista è di natura elettronica, mostrata nel gioco attraverso cose come una lettura di avvio e una distorsione visiva durante il funzionamento anomalo. Un'utilità particolarmente utile è la funzione binoculare, che consente al giocatore di ingrandire e contrassegnare elettronicamente nemici e veicoli da lontano, monitorando così i loro movimenti sul display tattico.
Il giocatore può ingaggiare i nemici in vari modi; usando la furtività o l'aggressività, proiettili o tranquillanti non letali, fucili a distanza o armi a corto raggio e così via. I soldati nemici impiegano manovre tattiche e lavorano come squadre. Tutti i soldati risponderanno al rumore causato dal giocatore, incluso l'uso di segnali luminosi per richiedere rinforzi. Se il giocatore non è stato rilevato nell'area, i nemici mostreranno un comportamento rilassato, ma se consapevoli del giocatore estrarranno armi e diventeranno combattivi.

### Livelli
In Crysis ci sono un totale di 11 livelli a volte anche molto differenti tra loro come libertà di movimento e tempo di superamento degli stessi. All'interno di ogni livello ci sono dei "capitoli":
- Contact (Contatto): Separati, Prime luci, La chiamata di Lusca;
- Recovery (Recupero): Intrusione, Traversata;
- Relic (Reliquia): Abbandono, Partenza;
- Assault (Assalto): Bradley, Incursione, Cavalleria;
- Onslaught (Offensiva): Squadra Idaho, Obiettivo Alfa;
- Awakening (Risveglio): Tremore, Discesa, Guardiano;
- Core (Nucleo): Leggi di natura, Abisso, Legione;
- Paradise Lost (Paradiso perduto): Gelo, Passaggio;
- Exodus (Esodo): Roccaforte, Cacciatore, Ordine di Strickland;
- Ascension (Ascensione): Turbolenza;
- Reckoning (Calcoli): Buone intenzioni, All'inferno e ritorno, Ultimo baluardo.

### Nemici
- Nord coreani: capeggiati dal malvagio generale Kyong, sono composti da fanteria, elicotteri e mezzi corazzati. Ad un certo punto si scoprirà che anch'essi hanno una tecnologia simile alle nanosuit, indossata da Kyong, dalle sue guardie del corpo, e da pochi altri avversari nel corso del gioco.
- Alieni: sebbene si incontrino relativamente presto, ci si scontrerà con essi solamente dopo la seconda metà di gioco nonostante se ne possano uccidere due già prima di entrare nella miniera quando attaccano i coreani. Gli alieni veri e propri si incontrano all'interno della struttura, dove l'ambiente è privo di gravità; all'esterno appaiono creature robotiche come i Trooper, gli enormi Hunters, i volanti Scout (che possono liberare i Trooper) o il temibile Warrior, il boss finale dell'ultimo livello di gioco (Reckoning).

### Armi
- Bauer SOCOM: È una pistola a medio-lunga gittata che può essere modificata con un mirino laser, con una torcia o con un silenziatore.
- SCAR: Lo SCAR (SOF Combat Assault Rifle) in Crysis è il fucile d'assalto standard, che può essere modificato come fucile da cecchino o come fucile CQB. Può anche essere equipaggiato con un lanciatore di dardi tranquillizzanti.
- FY71: Una versione innovativa dell'AK-74M.
- SMG: Un piccolo mitra veloce e leggero usato dalle unità speciali nordcoreane. Basato sull'MP7.
- Shotgun: L'arma a corto raggio per eccellenza. Devastante nelle brevi distanze, ma molto impreciso con bersagli lontani.
- DSG1: fucile da cecchino, se equipaggiato con un mirino di precisione può raggiungere uno zoom di ben 10x. Basato su DSR-1 e PSG-1.
- Fucile Gauss: È un'arma a lungo raggio che utilizza l'accelerazione elettromagnetica e spara proiettili all'uranio impoverito viaggianti a oltre otto volte la velocità del suono. È il fucile di precisione migliore del gioco ed è usato dai marines. Gli sviluppatori chiamano quest'arma "Fucile AntiCarro" siccome, vista la sua enorme potenza, riesce a distruggere anche veicoli corazzati e quando colpisce un uomo il suo cadavere viene scaraventato a parecchi metri di distanza.
- Hurricane Minigun: Mitragliatore pesante con caricatori capienti e dotato di un'elevata cadenza di fuoco, versione trasportabile del Minigun
- XM102: Questo lanciamissili può distruggere carrarmati, elicotteri o veicoli usando una futuristica tecnologia di tracciamento. Dopo aver sparato si punta il mirino laser verso i bersagli ed i missili lo seguiranno.
- Cannone TAC (Tactical Atomic Cannon): È un lanciagranate sperimentale americano con una elevata potenza distruttiva. I suoi proiettili sono testate nucleari in miniatura.
- Granata a frammentazione: Semplice granata a frammentazione.
- Granata fumogena: Semplice granata fumogena.
- Granata flashbang: Granata che stordisce l'avversario con un forte bagliore e un rumore assordante.
- Acceleratore di particelle—ACMO: Usato dai piccoli mostri tentacolari alieni, quest'arma permette di ghiacciare l'acqua e trasformare l'umidità dell'aria in bora molto velocemente. Grazie alla sua natura, ha munizioni illimitate. Lancia piccole schegge di ghiaccio contro l'avversario.
- Parascintille Molecolare—ARMO: Usato dagli Hunter. Spara un enorme flusso di ghiaccio verso il nemico. Gli obiettivi congelati saranno facilmente distruttibili dalle pallottole. Congela oggetti e persone (il Giocatore può liberarsi se non viene colpito da altre armi o cadute).

### Veicoli
Crysis presenta una vasta gamma di veicoli utilizzabili dal giocatore durante il corso delle missioni. Quelli terrestri sono:
- Vetture e pickup civili
- Humvee HMLTV 998-Bulldog (con copertura), Type 28 Staff Car (senza copertura)
- Carro armato M5A2 Atlas MBT; presenta la parte frontale e laterale dello scafo del Challenger 2 britannico, la parte frontale della torretta del Merkava Mk. 3 Israeliano e le parti posteriori di scafo e torretta dell'americano M1 Abrams
- Carro armato Type 98 MBT; evoluzione del Type-59
- APC (in Multiplayer c'è anche la versione anfibia (LAV-25))
- Camion per il trasporto truppe

Grazie alla presenza di numerose missioni ambientate in prossimità del mare, sono presenti anche diverse imbarcazioni quali:
- Gommone d'assalto
- Motoscafo d'assalto
- Hovercraft (utilizzabile nella modalità single player in Crysis Warhead)

Infine, nel multiplayer e nella missione "Ascesa" è possibile utilizzare degli elicotteri quali:
- Elicottero d'assalto Nord Coreano WZ-19
- VTOL: curiosa evoluzione del Bell Boeing V-22 Osprey

Ci sono anche veicoli extra, utilizzabili solo nel multiplayer, che sono:
- Carro Gauss (utilizzato da Strikland nella missione "Assalto"), spara proiettili all'uranio impoverito (come il fucile gauss)
- Carro sperimentale pesante, che utilizza l'energia aliena per lanciare attacchi energetici devastanti
- Carro TAC, spara testate nucleari in miniatura, come il cannone TAC

Veicoli come l'Humvee e le vetture civili presentano anche la visuale da dentro l'abitacolo. Grazie all'ottima gestione della fisica di Crysis, è possibile colpire i veicoli in alcuni punti critici, quali le gomme e i serbatoi. Nel primo caso si può assistere a una realistica perdita di aderenza da parte del veicolo, nel secondo caso si può determinare l'esplosione dello stesso.
Nel multiplayer (nella modalità power struggle), le sole armi che possono distruggere la base nemica sono cannone TAC, carro TAC e carro sperimentale pesante.

### Multigiocatori
I giocatori possono sfidarsi contemporaneamente nella modalità multigiocatore di Crysis. È formato da 3 differenti modalità:
- Instant Action: si tratta di una classica modalità deathmatch, dove il giocatore è solo contro tutti e dovrà conquistare la vittoria uccidendo il maggior numero di avversari.
- Power Struggle: modalità a squadre, dove una squadra deve distruggere il quartier generale dell'altra. È dotata di un sistema a punti che si ottengono completando degli obiettivi o semplicemente uccidendo i nemici. Ogni volta che si uccidono dei nemici si ottengono dei punti immediatamente, ma alla rinascita i punti aumentano dopo aver salito di livello; i punti permettono di sbloccare nuove armi o veicoli, che possono cambiare il bilanciamento della partita in qualsiasi momento.
- Azione Di Squadra: questo tipo di combattimento è presente solo nell'espansione Crysis Warhead ed è uguale all'instant action, tranne per il fatto che si gioca in squadre. Armi, mezzi di trasporto e altri oggetti si trovano lungo la strada.

I server della versione PC del gioco verranno chiusi definitivamente il 31 maggio 2014.

### Editor
Nel DVD-ROM del gioco è anche presente l'installer dell'editor di livelli (su Windows Vista non è utilizzabile), attraverso cui è possibile modificare o creare le mappe di gioco o creare delle mod.

## Sviluppo

### Motore di gioco
Crysis utilizza il CryENGINE 2, un allora nuovo motore che è il successore del CryENGINE usato in Far Cry. CryENGINE 2 è il primo motore annunciato che utilizza le DirectX 10.0 comprese solo in Windows Vista: Crysis è dunque uno dei giochi che supportano queste librerie. Tuttavia, sin dalla demo del gioco, la modalità grafica denominata "very high", che dovrebbe di norma funzionare solamente con le DirectX 10, funziona in parte sotto DirectX 9, sebbene occorra attivarla modificando manualmente un file di configurazione, e che alcuni effetti avanzati non vengano visualizzati in maniera corretta (come l'effetto mosso).

## Accoglienza
Sebbene il titolo abbia riscosso un notevole entusiasmo da parte della stampa specializzata, ottenendo una media voto del 91% dagli aggregatori di recensioni Metacritic e Gamerankings, è stato generalmente criticato per gli elevati requisiti hardware necessari ad ottenere delle buone prestazioni dal gioco; tuttavia anche gli utenti hanno premiato gli sforzi di Crytek: è stato infatti comunicato da parte di EA di avere superato il milione di copie vendute, nonostante l'assenza di conversioni per console.

## Titoli correlati

### Crysis Warhead
Il 5 giugno 2008 è stato annunciato Crysis Warhead, una espansione stand-alone che, sulla falsariga di prodotti analoghi come Half-Life: Opposing Force (relativo ad Half-Life) ci farà rivivere, parallelamente, la medesima avventura dagli occhi di un altro personaggio, in questo caso del compagno di squadra Psycho. È stato pubblicato in Europa il 12 settembre dello stesso anno e il 16 settembre in Nord America. Assieme alla copia del gioco è in allegato il DVD Crysis Wars, che comprende tutta la modalità multiplayer del precedente Crysis, con una migliore stabilità di connessione e un generale miglioramento delle prestazioni. Le modalità sono le stesse, più qualche piacevole aggiunta: non mancano così i DeathMatch, i Cattura la Bandiera ecc. Inoltre è stato modificato il sistema di mira/puntamento delle armi, a causa del quale era molto difficile usare armi con precisione. La casa produttrice affermò anche di aver "alleggerito" l'engine, permettendo prestazioni migliori sui Pc di fascia bassa, anche se questa affermazione fu smentita, in quanto i giocatori non notarono cambiamenti nelle prestazioni. Grazie inoltre all'editor, che fa uso del CryEngine 2, gli utenti possono inoltre creare e condividere le mappe da loro create con la comunità di Crysis Wars. Il 5 maggio 2009 è stato pubblicato Crysis Maximum Edition, che include Warhead e l'originale Crysis.

### Crysis 2
Il 1º giugno 2009 durante l'E3 è stato annunciato Crysis 2, seguito del primo titolo inizialmente pianificato per fine 2010 e in seguito slittato a marzo 2011. Crysis 2 utilizza il nuovo motore grafico CryENGINE 3 che, grazie ad una maggiore flessibilità e scalabilità, ha permesso la conversione del gioco sulle console Xbox 360 e PlayStation 3.